# Cá (faraó)
Cá (também Sequém Cá ou Cá-Sequém) foi um rei do Alto Egito do período protodinástico. Cá significa alma. Este é o nome de uma parte da alma na religião egípcia.

## Reinado
Cá governou Abidos no final do século XXXII e início do XXXI a.C. Ele provavelmente foi o sucessor direto de Iri-Hor, e foi sucedido por Narmer. Ele é o mais antigo rei egípcio conhecido com sereques inscritos em uma série de artefatos.
O seu túmulo (B7/B9) estaria situado em Abidos no cemitério real de Umel Caabe. Este túmulo foi alvo de intervenções arqueológicas por parte do Instituto Arqueológico Alemão em meados da década de 1980, nas pessoas do doutor Werner Kaiser e do doutor Gunter Dreyer.